# سیارک ۱۰۶۱۳
سیارک ۱۰۶۱۳ (به انگلیسی: 10613 Kushinadahime، نامگذاری:1997RO3) ده هزار و ششصد و سیزدهمین سیارک کشف شده‌است که در ۴ سپتامبر ۱۹۹۷ کشف شد.
قدر مطلق سیارک برابر ۱۴٫۵۰ است.